# واين مارتن (لاعب كريكت)
واين مارتن (23 ديسمبر 1955 في نيوزيلندا - ) (بالإنجليزية: Wayne Martin)‏ هو لاعب كريكت نيوزلندي.

## وصلات خارجية
- واين مارتن على موقع إي آس بي آن كريك إنفو (الإنجليزية)